# Kl 36 (航空機)
クレム Kl 36
- 用途：ツーリング機
- 製造者：クレム
- 初飛行：1934年
- 生産数：12機（?）
- 運用開始：1934年

クレム Kl 36（Klem Kl 36）は、1930年代にドイツのクレム社で設計、製造されたツーリング、競技用の4座単葉機である。

## 開発
ヨーロッパ・ツーリング機選手権1932年度大会での3座ツーリング機クレム Kl 32の成功に続いて、クレム社はドイツ航空省（RLM）から次回の1934年度大会に参加するために別の機体の開発を命じられた。大会規則の変更により、より高性能でより高い短距離離着陸（STOL）性能を持つ近代的な機体としなければならなかった。フリードリヒ・フェックナー（Friedrich Fechner）が設計した新型の「Kl 36」は高機能の主翼機構を備えた流麗で快適な4座機となり、全クレム機中で最速の機体であった。
最初の量産型である「Kl 36A」が4機製造された。（225 hpの倒立 直列6気筒Argus As 17Aエンジン装備の登録記号「D-IJIP」、「D-IDIR」と250 hp倒立 V型8気筒エンジンHirth HM8U装備の「D-IHEK」、「D-IHAV」。両エンジン共に空冷エンジン）
続いて「Kl 36B」と命名された0-シリーズが8機製造された。これらの機体には、160 hpのジーメンス＝ハルスケ Sh-14 A-1星型エンジンを含む異なるエンジンが装着され、1機（D-IUHU）は引き込み式降着装置を備えておりKl 36Aより幾分重かった。

## 運用の歴史
8月と9月に開催されたヨーロッパ・ツーリング機選手権1934年度大会には4機のKl 36Aが参加したが、ヨーロッパ周回ラリーを完走した機体は1機も無かった。2度の大会優勝者であるフリッツ・モーツィックは燃料ポンプの故障のため棄権しなければならなかったが、競技とは別にラリー航路を飛んだ。テクニカル競技の最低速度競技でKl 36Aは良い成績（57.67 km/h）を収めたが、フィーゼラー Fi 97には適わなかった。
第二次世界大戦中にKl 36はドイツ空軍で連絡機として使用された。

## 技術的特徴
Kl 36は、通常の形式の尾翼を持つ混合構造の片持ち式低翼単葉機であった。胴体は鋼製フレームを羽布で覆ったもので、3分割式の主翼の外翼部と尾翼は合板で覆った木製であった。主翼は後方へ折り畳むことができた。パイロットと3名の乗客が搭乗する密閉式キャビンは良好な視界が確保され、尾橇を持つ固定式降着装置の主車輪には涙滴形カバー（競技大会では重量軽減のために取り外された）が取り付けられていた。主翼には前縁スラットとフラップを備えていた。有効搭載量は490 kgで機体前部に搭載したエンジンで2枚ブレードのプロペラを駆動し、燃料搭載量は230 Lであった。

## 要目

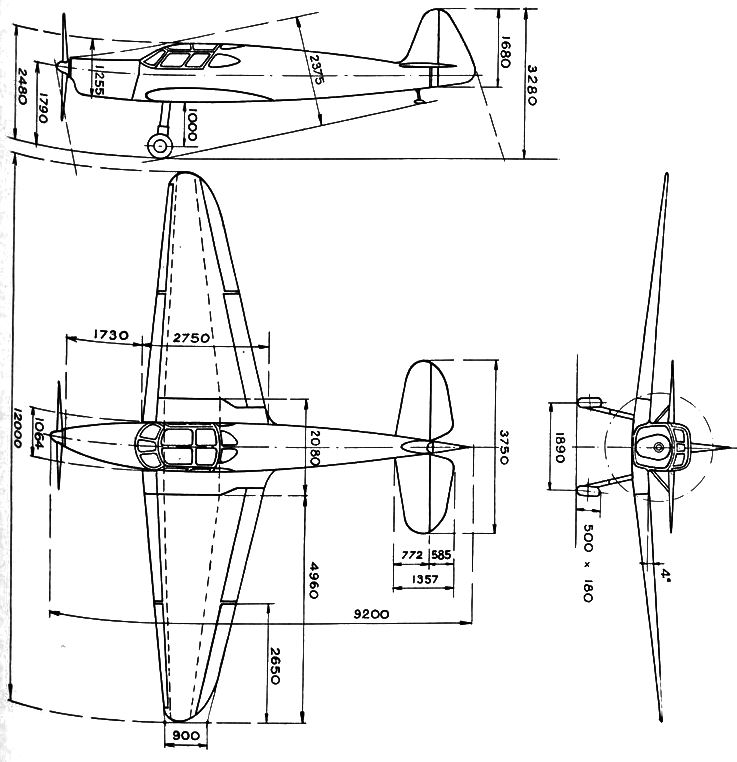
Klemm Kl 36

Marian Krzyżan: Międzynarodowe turnieje lotnicze 1929-1934, Warsaw 1988, page 224-225 より
- 乗員：1名
- 乗客：3名
- 全長：9.2 m ( ft in)
- 全幅：12 m ( ft in)
- 全高：2.38 m ( ft in)
- 翼面積：19.5 m2 ( ft2)
- 空虚重量：560 kg (1,235 lb)
- 全備重量：1,050 kg (2,315 lb)
- エンジン：1 × アルグス As 17A 倒立 直列6気筒、168 kW (225 hp)
- 最大速度：250 km/h ( mph)
- 巡航速度：220 km/h ( mph)
- 巡航高度：5900 m ( ft)
- 航続距離：
- 上昇率 :